# Dekanat Góra zachód
Dekanat Góra zachód – jeden z 33 dekanatów w rzymskokatolickiej archidiecezji wrocławskiej.
W skład dekanatu wchodzi 7 parafii:
- parafia św. Michała Archanioła → Chróścina
- parafia św. Faustyny → Góra
- parafia Podwyższenia Krzyża Świętego → Luboszyce
- parafia św. Michała Archanioła → Osetno
- parafia św. Marcina → Siciny
- parafia św. Michała Archanioła → Żabin
- parafia Zesłania Ducha Świętego → Żuchlów